# Barbie: Princess Charm School
Barbie: Princess Charm School (bra: Barbie: Escola de Princesas) é um filme de animação estadunidense de 2011, produzido pela Rainmaker Entertainment, distribuído por Barbie Entertainment em parceria com a Universal Studios e protagonizado pela famosa boneca Barbie. Seu lançamento ocorreu diretamente em home-vídeo em 13 de setembro de 2011, gerando uma grande linha de brinquedos, acessórios e outros produtos licenciados para serem lançados em conjunto com o longa. O filme foi dirigido por Zeke Norton, com um roteiro escrito por Elise Allen. No longa, Barbie "interpreta" Blair Willows, uma menina pobre que vive no reino de Gardênia, que acaba ganhando uma bolsa em sorteio anual para frequentar a exclusiva Escola de Princesas.
Barbie: Escola de Princesas contém a voz de Diana Kaarina como Blair na versão original. O longa-metragem se converteu no vigésimo lançamento da série cinematográfica animada por computador de Barbie.

## Sinopse
Barbie interpreta Blair Willows, uma garota simples e bondosa que foi sorteada para estudar na exclusiva Escola de Princesas, um local onde as futuras princesas e damas reais aprendem dança, etiqueta, artes e outras habilidades indispensáveis. Blair adora suas aulas, suas fadinhas assistentes e suas novas amigas, as Princesas Hadley e Isla, mesmo com todas as dificuldades que passa na Escola de Princesas. Mas, quando a malvada Dama Devin desconfia que Blair é a princesa-herdeira desaparecida, ela faz de tudo para impedir que ela seja coroada e assuma o trono. Blair e suas amigas embarcam em uma aventura para encontrar a coroa encantada e descobrir sua verdadeira identidade.

## Elenco
- Diana Kaarina como Blair Willows / Princesa Sophia
- Nicole Oliver como Dama Devin
- Britney Wilson como Delancy Devin
- Ali Lolebert como Princesa Hadley
- Shannon Chan-Kent como Princesa Isla
- Vincent Tong como Príncipe Nicholas
- Madeleine Peters como Emily Willows
- Ellen Kennedy como Mãe Adotiva de Blair Willows

### Música
1. "You Can Tell She's A Princess" - Reann Peters.
2. "On Top of the World" - Rachel Bearer.
3. "We Rule This School" - Simon Wilcox.